# براکنل فارست
برکنل فورست (به انگلیسی: Bracknell Forest) یک منطقهٔ مسکونی در بریتانیا است که در بارکشر واقع شده‌است. برکنل فورست ۱۰۹٫۳۸ کیلومتر مربع مساحت دارد.

## خواهرخوانده
شهر لورکوزن خواهرخواندهٔ برکنل فورست هست.